# Przylesie (Starogard Gdański)
Przylesie – część miasta Starogard Gdański, w najdalej na południe wysuniętej części miasta. Rozwój tego osiedla domów jednorodzinnych nastąpił w l. 70 i 80 XX wieku. Dzielnica w dużej części leży w zalesionym obszarze.
Ulice osiedla Przylesie mają charakterystyczne nazwy wzięte od gatunków drzew, np. ul. Bukowa, Świerkowa, Wierzbowa, Jaworowa. Na terenie dzielnicy znajduje się siedziba rzymskokatolickiej parafii Jezusa Chrystusa Króla Wszechświata.

## Galeria

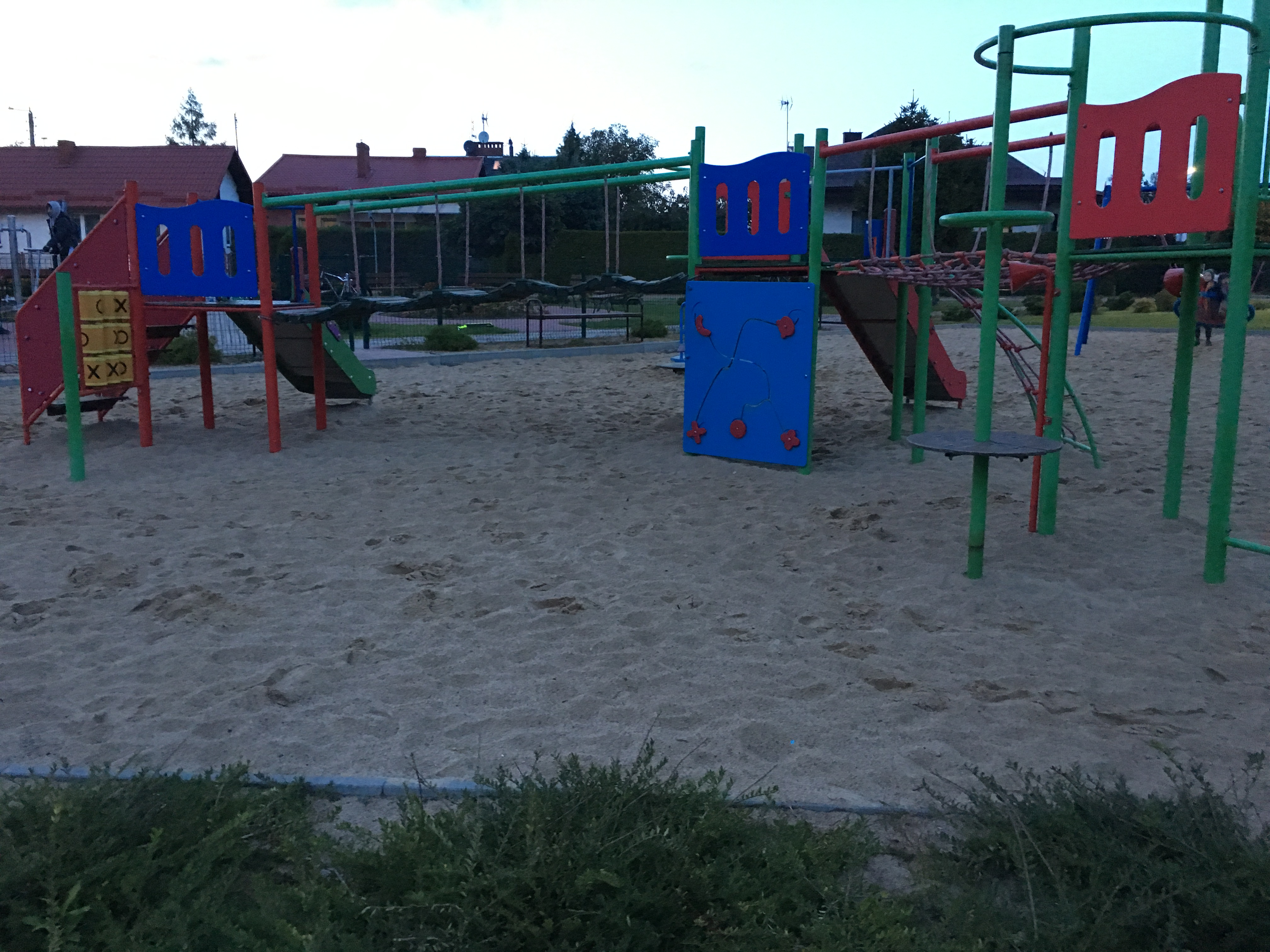
Plac Zabaw na osiedlu
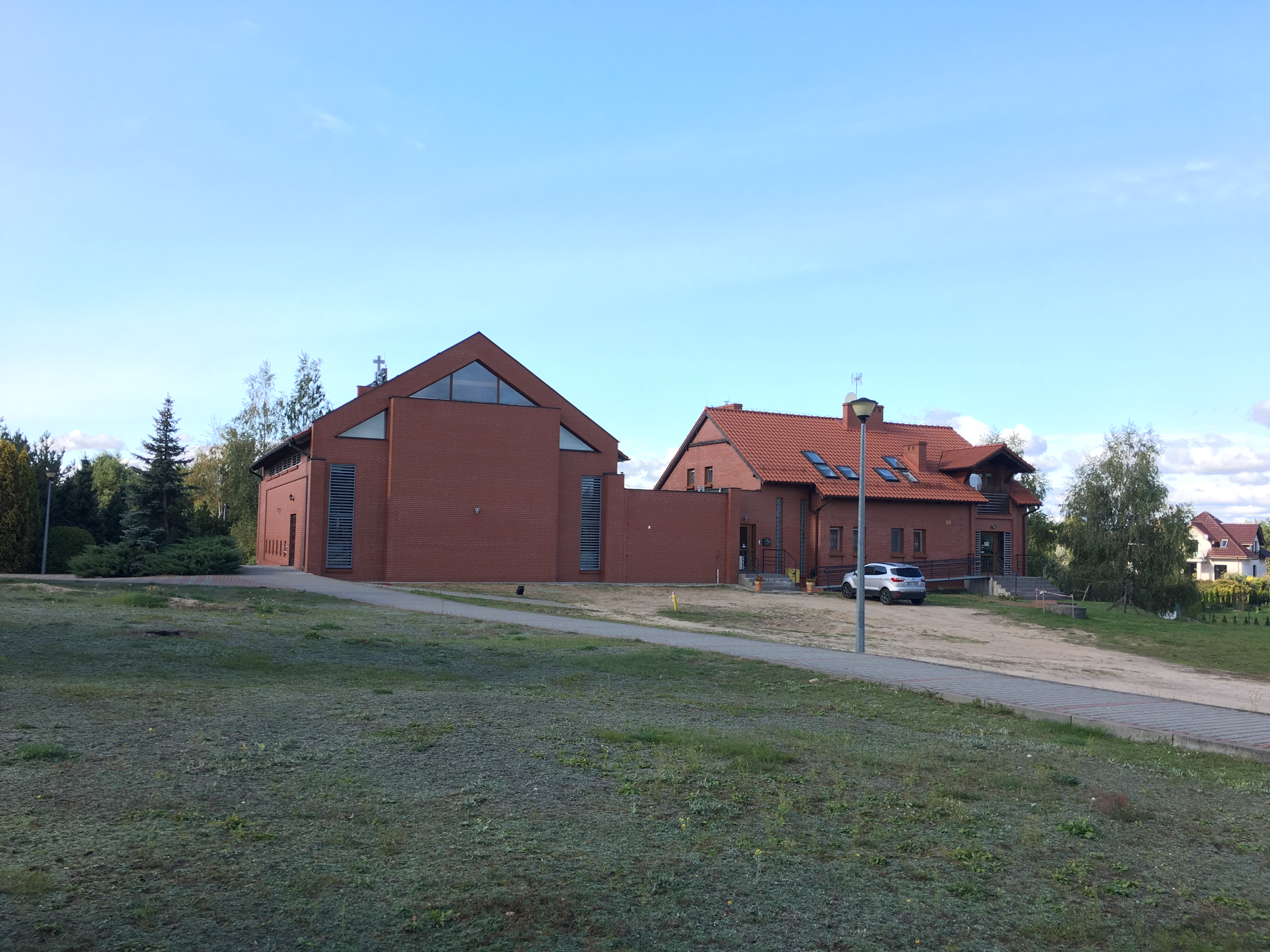
Kościół Chrystusa Króla w ciągu dnia
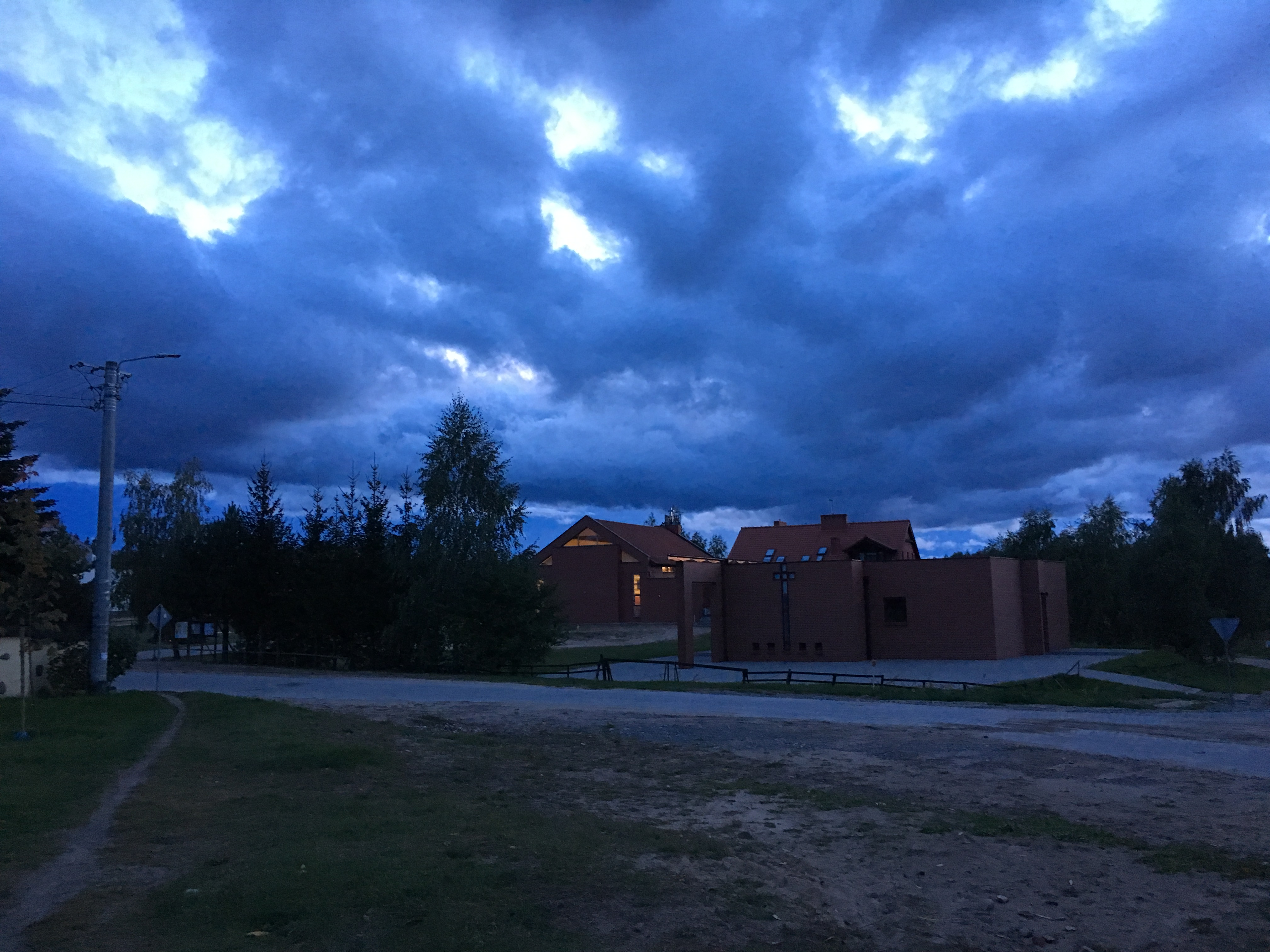
Kościół Chrystusa Króla  wieczorem
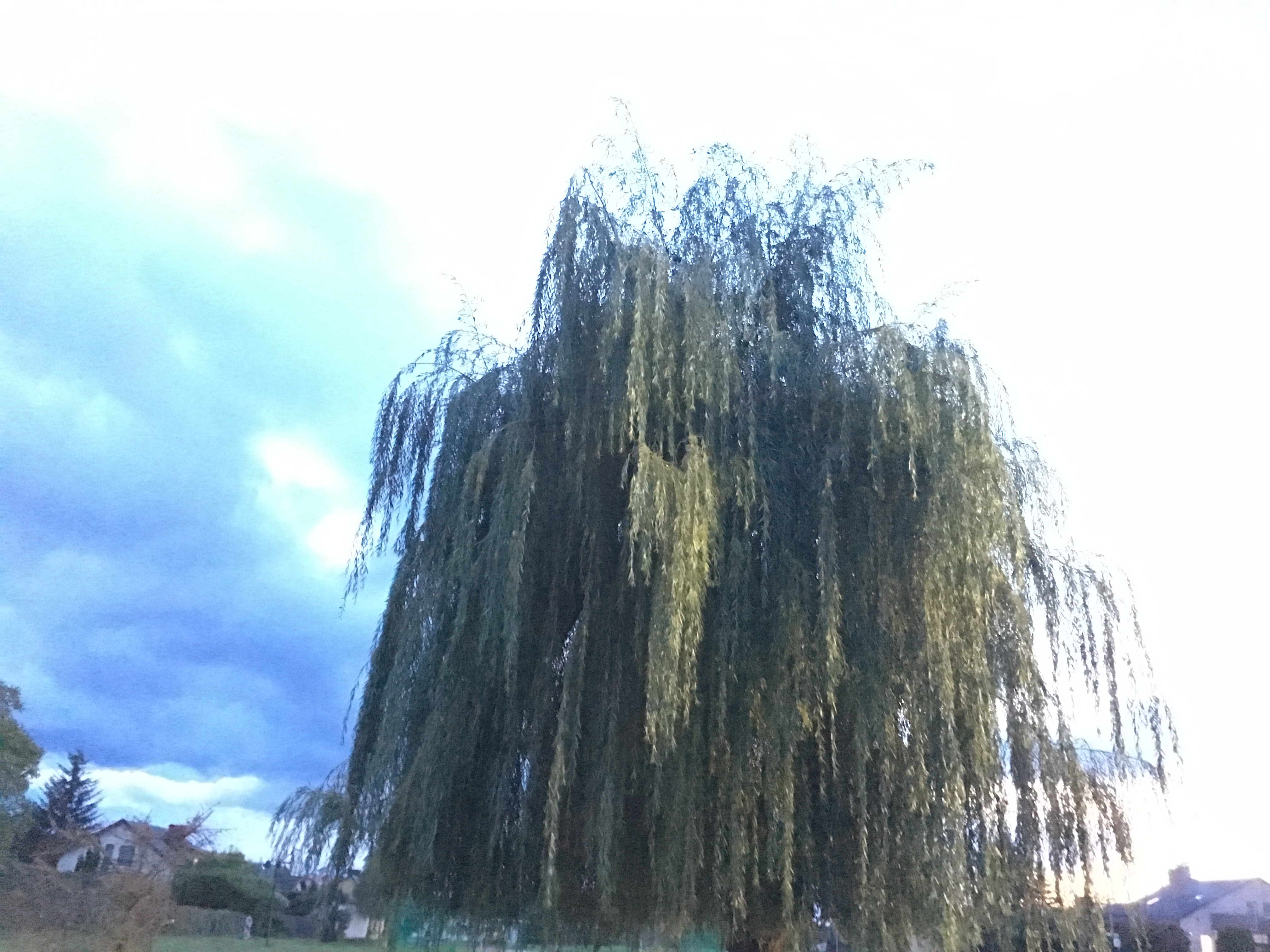
Wierzba w dzielnicy